# Jannie du Plessis
Pour les articles homonymes, voir Plessis (homonymie).

a Compétitions nationales et continentales officielles uniquement.

b Matchs officiels uniquement.
Dernière mise à jour le 12 août 2020.
Jan Nathaniel du Plessis dit Jannie du Plessis (né le 16 novembre 1982 à Bethlehem) est un joueur de rugby à XV sud-africain, qui joue avec l'équipe d'Afrique du Sud. Il évolue au poste de pilier.

## Biographie
Il a effectué son premier test match avec les Springboks le 7 juillet 2007 à l’occasion d’un match contre l'équipe d'Australie.
Frère aîné du Springbok Bismarck du Plessis, il est appelé lors de la Coupe du monde 2007, pour pallier le forfait de BJ Botha. Il fait donc partie avec son frère Bismarck, de l'équipe qui a remporté la Coupe du monde 2007. Lors du Tri Nations 2007, lors de son premier match contre l'Australie, ils ont formé la 23e fratrie à jouer un match sous les couleurs des Springboks.
Évoluant au sein de la province des Free State Cheetahs, il a remporté quelques mois après la Coupe du monde, la Currie Cup 2007, en battant les Golden Lions 20-18 en finale. Néanmoins, il devrait jouer le Super 14 en 2008 sous les couleurs des Sharks.
Jannie du Plessis est un des rares rugbymen professionnels actuels à exercer une profession puisqu'il est médecin.
Bismarck et le MHR s'inclinent en finale du Top 14 2018 au stade de France (29-13) contre le Castres Olympique.

## Palmarès

### En province et club
- Free State Cheetahs
  - Vainqueur de la Currie Cup en 2007

- Montpellier HR
  - Vainqueur du Challenge européen en 2016
  - Finaliste du Championnat de France en 2018

### En équipe nationale
- Afrique du Sud
  - Vainqueur de la Coupe du monde en 2007
  - Vainqueur du Tri-nations en 2009

## Statistiques en équipe nationale
Au 31 octobre 2015, Jannie du Plessis compte 70 sélections sous le maillot des Springboks, inscrivant un total de cinq points, un essai. Il a été sélectionné pour la première fois avec les Springboks le 7 juillet 2007 contre l'Australie.
Il participe à trois éditions de la Coupe du monde. Il remporte l'édition 2007, où il dispute deux rencontres. Il dispute également quatre rencontres lors de l'édition 2011. Il participe à l'édition 2015, où il joue contre le Japon, les Samoa et l'Écosse, le pays de Galles, la Nouvelle-Zélande et l'Argentine.